# Kaplica ewangelicka w Koniakowie
Kaplica ewangelicka w Koniakowie – ewangelicka kaplica cmentarna w Czeskim Cieszynie, w kraju morawsko-śląskim w Czechach. Znajduje się w dzielnicy Koniaków, na miejscowym cmentarzu luterańskim.

## Historia
Drewniana dzwonnica istniała na cmentarzu ewangelickim w Koniakowie istniała od czasu jego założenia w 1890. Na jej miejscu w 1889 powstała murowana kaplica, poświęcona 27 lipca 1890.
Na budynku umieszczona jest tablica ku czci ofiar uderzenia pioruna w grupę wiernych zgromadzonych podczas pogrzebu 17 maja 1906, kiedy to zginęło 13 osób. Druga tablica wmurowana w kaplicę upamiętnia mieszkańców wsi zabitych w trakcie I wojny światowej.
Dzwon umieszczony w wieży został zarekwirowany na cele wojenne podczas I wojny światowej. Później zastąpiony został on dwoma dzwonami odlanymi w 1918 w zakładach Gussstahlfabrik w Witkowicach.
Do rozbudowy kaplicy do obecnego kształtu doszło w 1973. Prace sfinansowane zostały dzięki darowiznom złożonym przez 88 osób. Do budowy świątyni użyto cegły rozbiórkowej z dawnej cegielni Eugena Fuldy położonej w miejscowości Mosty, a całościowy koszt przebudowy obiektu wyniósł 7814 koron.
W 2021 roku kaplica została poddana renowacji.